# Gebenbach
Gebenbach är en kommun och ort i Landkreis Amberg-Sulzbach i Regierungsbezirk Oberpfalz i förbundslandet Bayern i Tyskland.
Kommunen ingår i kommunalförbundet Hahnbach tillsammans med köpingen Hahnbach.